# Трудове (Запорізький район)
Трудове — селище в Україні, у Новомиколаївській селищній громаді Запорізького району Запорізької області. Населення становить 307 осіб. До 2020 орган місцевого самоврядування — Трудова сільська рада.

## Географія
Селище Трудове знаходиться в балці Нечаєвська по якій протікає пересихаючий струмок з загатами, вище за течією на відстані 1,5 км розташоване село Новокасянівка, нижче за течією примикає село Київське. Поруч проходить автомобільна дорога Н15.

## Історія
Населений пункт заснований в 1910—1912 роках як хутір Самойленки.
7 (20) листопада 1917 року, відповідно до Третього Універсалу Української Центральної Ради, увійшло до складу Української Народної Республіки.
1925 — офіційна дата заснування як селища Трудовий-1.
12 червня 2020 року, відповідно до Розпорядження Кабінету Міністрів України від № 713-р «Про визначення адміністративних центрів та затвердження територій територіальних громад Запорізької області», увійшло до складу Новомиколаївської селищної громади.
19 липня 2020 року, в результаті адміністративно-територіальної реформи та ліквідації Новомиколаївського району, село увійшло до складу Запорізького району.

## Населення

### Мова
Розподіл населення за рідною мовою за даними перепису 2001 року:

Запорізький кінний завод. В'їзд з траси "Запоріжжя-Донецьк"

| Мова       | Кількість | Відсоток |
| ---------- | --------- | -------- |
| українська | 287       | 93.49%   |
| російська  | 20        | 6.51%    |
| Усього     | 307       | 100%     |

## Економіка
- Запорізький кінний завод № 86.
- Іподром.

## Об'єкти соціальної сфери
- Школа.
- Дитячий садочок.
- Клуб.
- Фельдшерсько-акушерський пункт.